# Dominik Savio
Svatý Dominik Savio (italsky Domenico Savio, 2. dubna 1842, Riva presso Chieri, Piemont, Itálie – 9. března 1857, Mondonio, dnes Castelnuovo Don Bosco, Itálie) byl italský dospívající student sv. Jana Bosca.

## Život
V patnácti letech během svých kněžských studií vážně onemocněl a poté zemřel doma v Mondonii 9. března 1857, pravděpodobně na zánět pohrudnice.
Za svatého byl prohlášen ct. Piem XII. 12. června 1954.

## Odkazy

Obraz